# Dolce inganno
Dolce inganno (Quality Street) è un film del 1937, diretto da George Stevens.
Tratta dal lavoro teatrale Quality Street di James Matthew Barrie che era andato in scena a Broadway nel 1901, interpretato da Maude Adams, la storia era stata portata sullo schermo già nel 1927, in una versione muta dal titolo Quality Street (in italiano "Via Belgarbo"), con la regia di Sidney Franklin e l'interpretazione di Marion Davies.

## Trama
Durante le guerre napoleoniche, Valentine Brown, giovane medico di un villaggio inglese, si arruola volontario. Phoebe, che si aspettava da lui una proposta di matrimonio, è sull'orlo della disperazione. Quando, dieci anni dopo, Valentine fa ritorno, la trova cambiata e non la invita al ballo. Lei, per punirlo, si fa passare per la giovane Livvy, nipote di sé stessa. Ed è proprio a lei che Valentine confessa di amare da sempre Phoebe, che crede sua zia.

## Produzione
Il film fu prodotto dalla RKO Radio Pictures. Venne girato a Malibu Lake, in California.
Le scene danzate sono coreografate da Hermes Pan.

## Distribuzione
Distribuito dalla RKO Radio Pictures, il film uscì nelle sale cinematografiche degli Stati Uniti il 26 marzo 1937.